# Elodes impressa
Elodes impressa là một loài bọ cánh cứng trong họ Scirtidae. Loài này được Hatch miêu tả khoa học năm 1962.